# Myriapoda
Myriapodes, mille-pattes
« australopithèque insecte » redirige ici. Pour les montagnes de fiction, voir Zmyhlpathes.
Pour la classification, voir Myriapoda (classification phylogénétique).
Sous-embranchement
Classes de rang inférieur
- Chilopoda
- Diplopoda
- Pauropoda
- Symphyla

Les Myriapodes (Myriapoda, du grec μυρίος / muríos, « innombrable », et πούς / poús, au génitif ποδός / podós, « pied »), communément appelés « mille-pattes » ou « millepattes », sont des animaux au corps allongé et segmenté, pourvus de nombreuses pattes, formant un sous-embranchement des arthropodes.

## Description

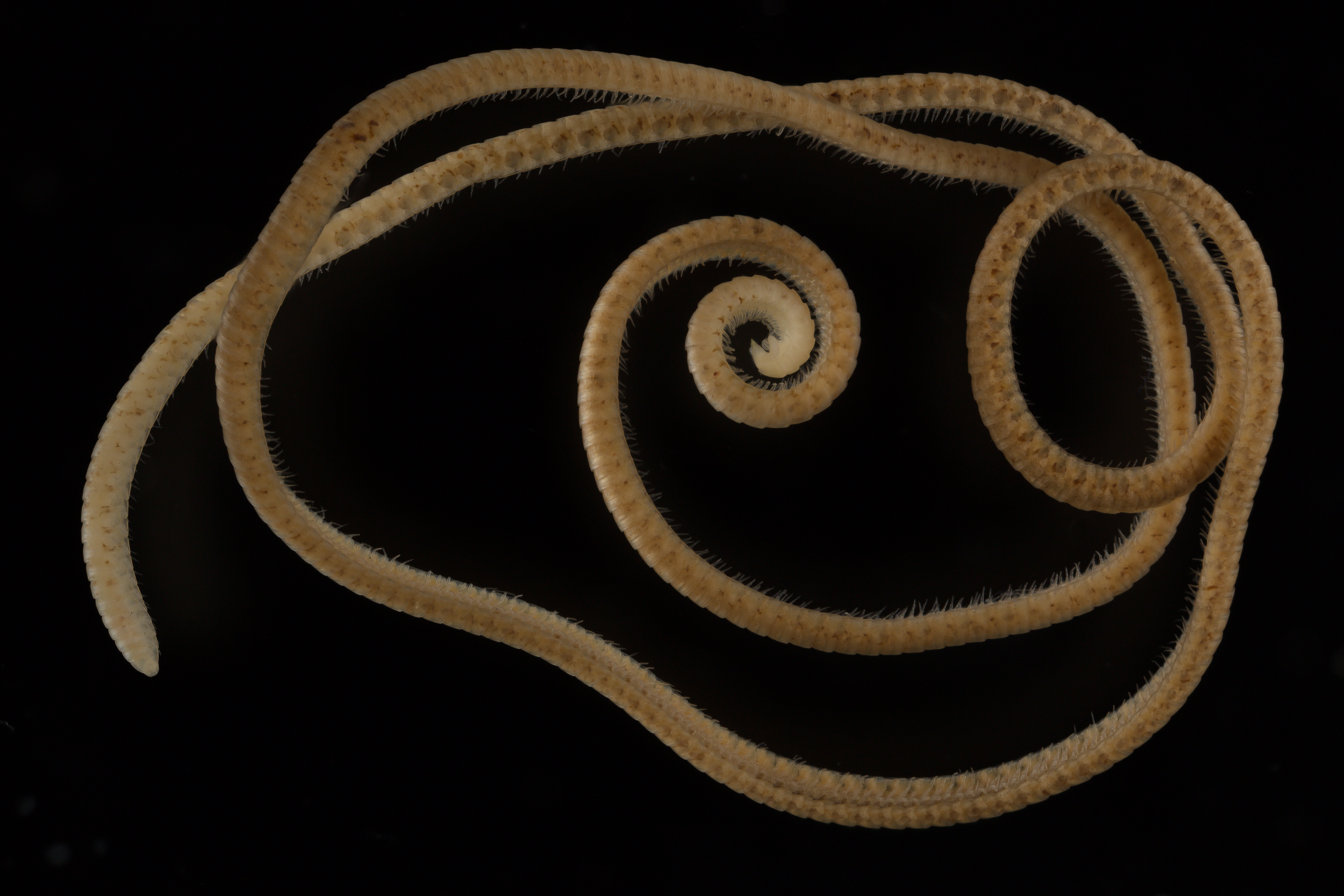
Un Eumillipes persephone avec 330 segments et 1306 pattes, record actuel.

Les myriapodes sont composés d'une tête suivie de nombreux anneaux semblables, portant chacun une ou deux paires de pattes. En France, ils sont représentés notamment par les scolopendres, les scutigères, les lithobies, les iules.
Les myriapodes sont des mandibulates qui peuvent posséder un grand nombre de segments postcéphaliques portant chacun une paire de pattes. Chez les diplopodes, les segments sont regroupés deux à deux, formant des anneaux portant deux paires de pattes.

## Anatomie

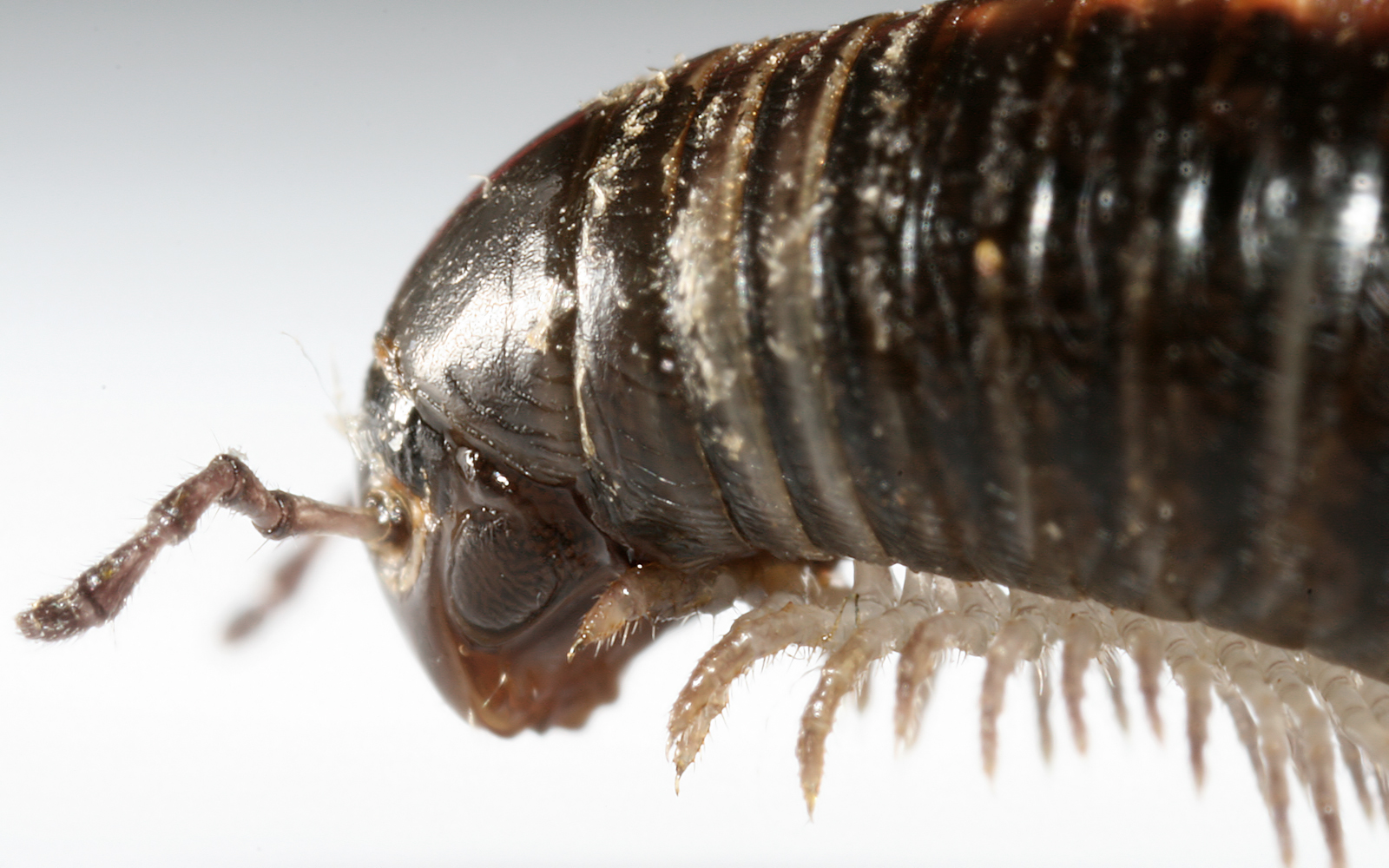
Tête de myriapode.

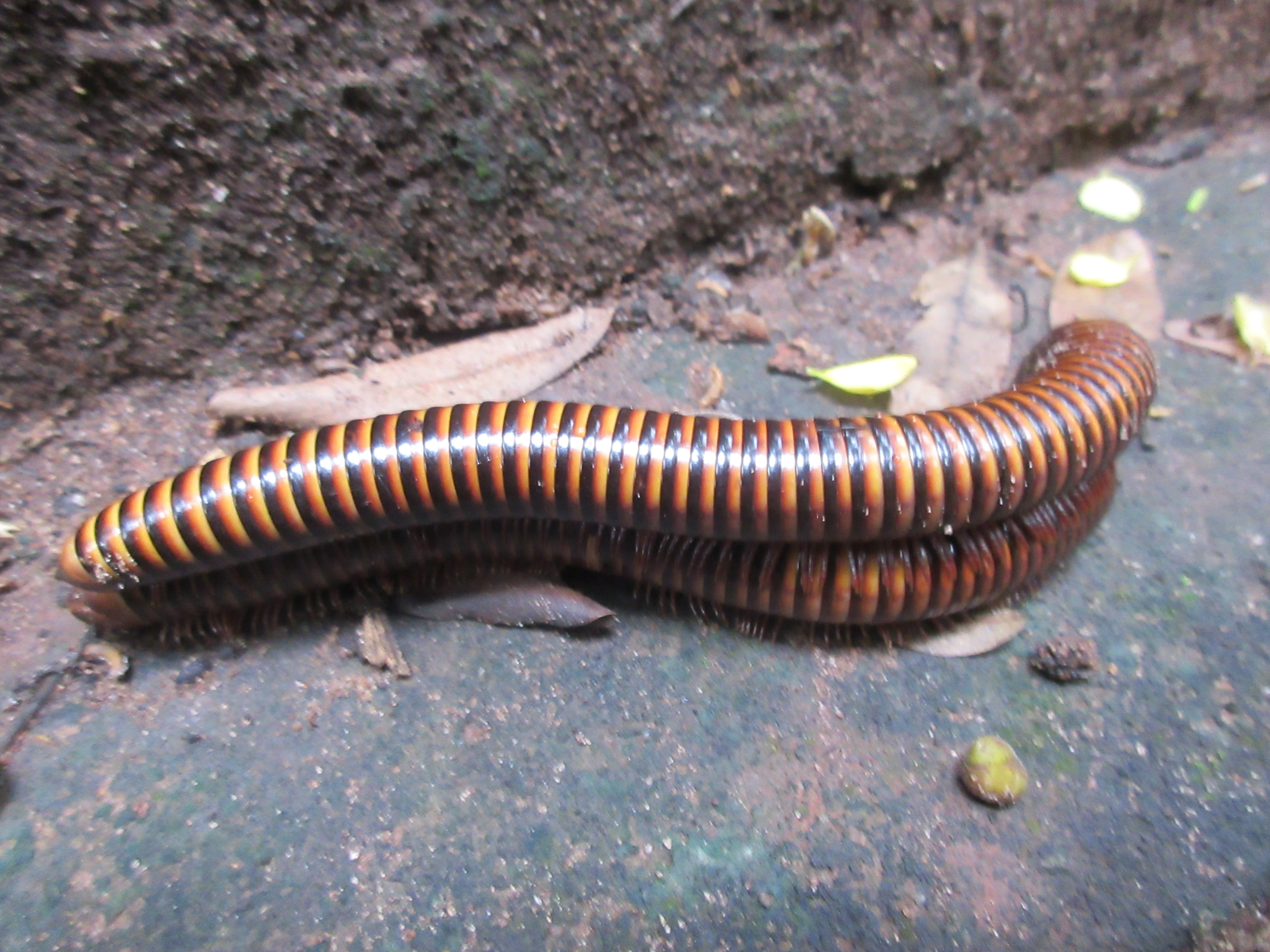
Accouplement de deux mille-pattes dans le sanctuaire des singes de Drabo à Abomey-Calavi (Bénin).

La tête comporte une paire d'antennes, des lèvres supérieures, quatre paires de mandibules, et deux paires de mâchoires.
Les anneaux qui suivent la tête portent chacun soit une, soit deux paires de pattes, sans que le total dépasse ordinairement une centaine.
Dans le corps des myriapodes, tout est allongé et suit la périodicité des anneaux : le tube digestif est rectiligne, le cœur est formé de nombreuses chambres en série linéaire, le système nerveux est en corde à nœuds, etc.
L'appareil respiratoire se compose de trachées analogues à celles des insectes, et parfaitement métamérisées.
Les seuls organes sensoriels sont des poils tactiles, et des yeux simples ou ocelles.
Ils subissent de légères métamorphoses de la sortie de l'œuf à l'âge adulte.
Jusqu'en 2021, Illacme plenipes était connu comme le mille-pattes ayant le plus de pattes (750). Eumillipes persephone, découvert ensuite en Australie, possède 1 306 pattes et est le premier connu à posséder au moins mille pattes,,.

## Écologie
Les myriapodes sont tous des animaux terrestres. On peut cependant les trouver grimpant aux arbres soit pour se chauffer au soleil, élevant ainsi leur température, soit pour se nourrir du feuillage. Les myriapodes sont répartis sur toute la terre. Les pays tropicaux abritent les plus grandes formes.
Toutes ces espèces vivent cachées pendant le jour, et sortent la nuit.

## Classification

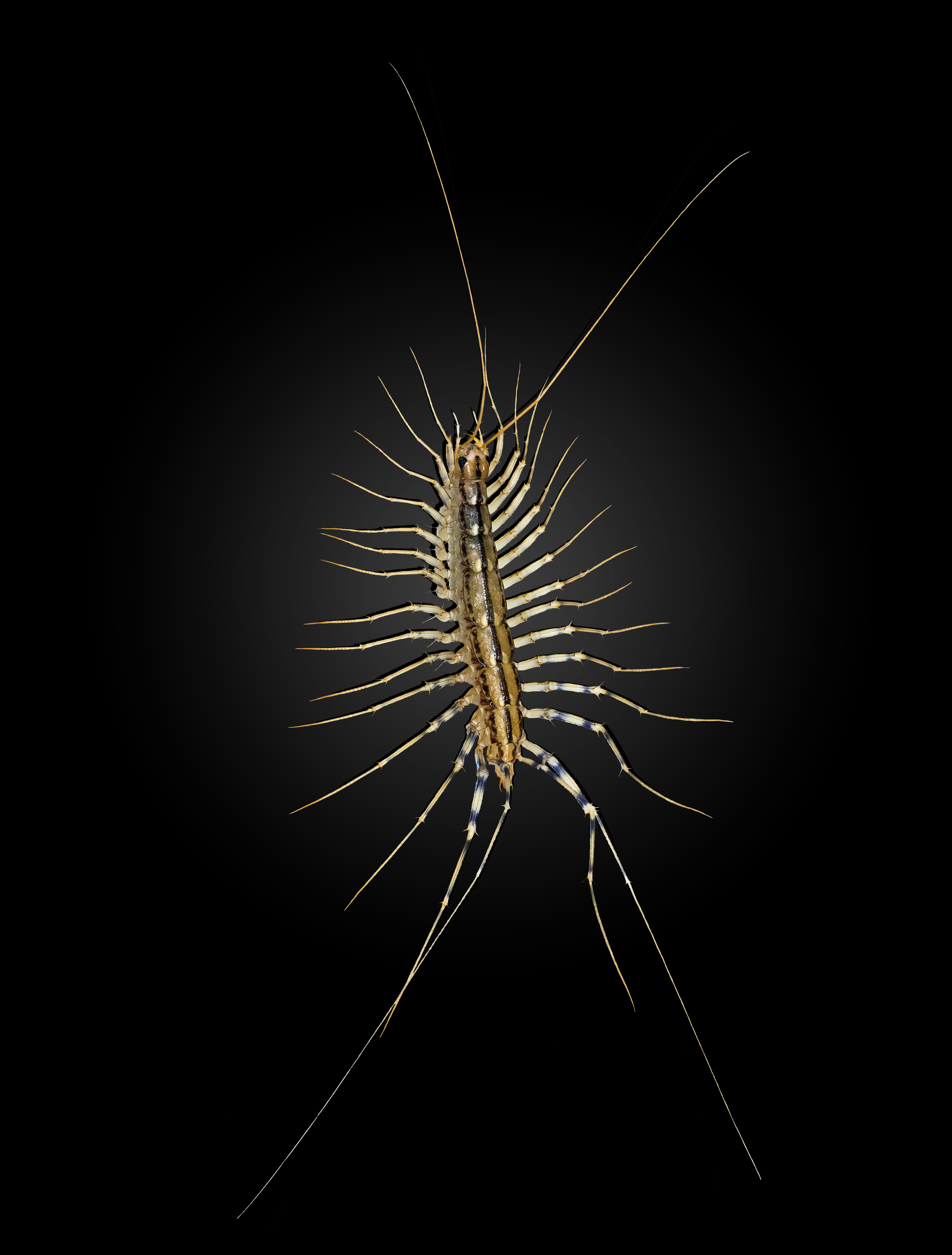
La scutigère véloce (Scutigera coleoptrata, Scutigeromorpha) est un habitant commun et inoffensif des maisons, notamment en Europe.

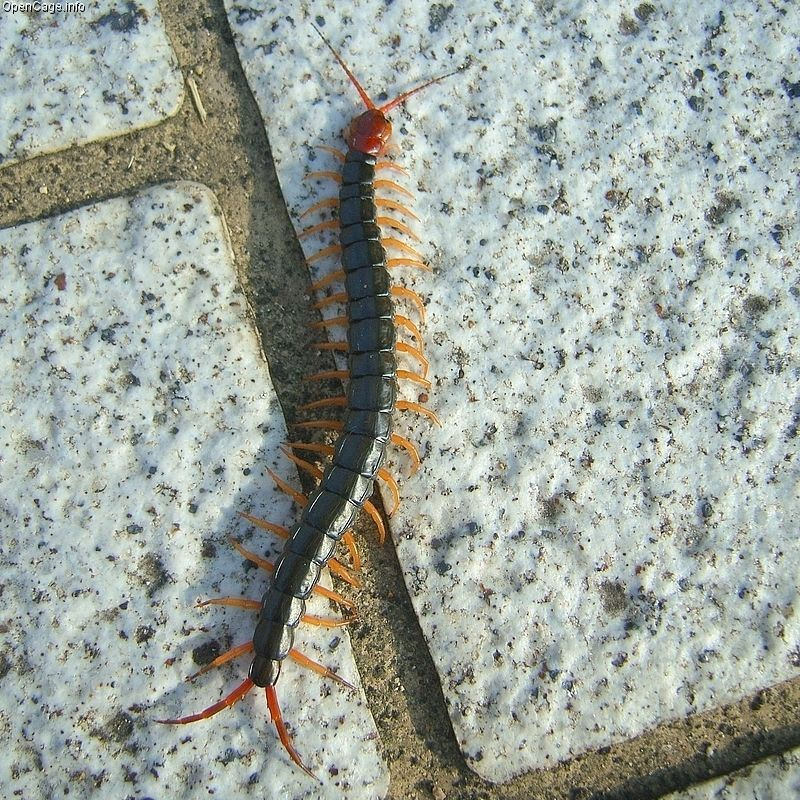
La scolopendre tropicale (Scolopendra subspinipes, Scolopendromorpha) est un prédateur domestique courant dans les pays tropicaux, dont la morsure peut être redoutable.

Selon ITIS (9 mars 2016), il existe actuellement quatre classes de myriapodes :
- Chilopoda : scutigères, scolopendres, lithobies, géophiles ;
  - sous-classe Notostigmophora Verhoeff, 1901
    - ordre Scutigeromorpha Pocock, 1895

  - sous-classe Pleurostigmophora Pocock, 1902
    - ordre Craterostigmomorpha Pocock, 1902
    - ordre Geophilomorpha
    - ordre Lithobiomorpha
    - ordre Scolopendromorpha
- Diplopoda : iules, gloméris, Narceus (Narceus americanus, Narceus annularis) ;
  - sous-classe Helminthomorpha
    - ordre Callipodida Bollman, 1893
    - ordre Chordeumatida Koch, 1847
    - ordre Julida
    - ordre Platydesmida DeSaussure, 1860
    - ordre Polydesmida
    - ordre Polyzoniida Gervais, 1844
    - ordre Siphoniulida
    - ordre Siphonophorida
    - ordre Spirobolida Bollman, 1893
    - ordre Spirostreptida
    - ordre Stemmiulida Pocock, 1894

  - sous-classe Penicillata
    - ordre Polyxenida Lucas, 1840

  - sous-classe Pentazonia
    - ordre Glomerida Leach, 1814
    - ordre Glomeridesmida Latzel, 1884
- Pauropoda ;
  - ordre Pauropodina
  - ordre Tetramerocerata
- Symphyla : symphyles.
  - famille Scolopendrellidae

Emplacement des Myrapodes au sein de la phylogénie des Protostomes.
Cladogramme des Panarthropodes parmi les Ecdysozoaires incluant les Euthycarcinoidea
|              | †Euthycarcinoidea                                                                                          |
|              | |
|              | \| \| Myriapoda \| \| \| \| \| Pancrustacea \| « Crustacea » +Hexapoda \| \| \| « Crustacea » +Hexapoda \| |
|              | |
|              | Myriapoda                                                                                                  |
|              | |
| Pancrustacea | « Crustacea » +Hexapoda                                                                                    |
|              | « Crustacea » +Hexapoda                                                                                    |

|              | Myriapoda               |
|              |                         |
| Pancrustacea | « Crustacea » +Hexapoda |
|              | « Crustacea » +Hexapoda |

|              | †Euthycarcinoidea                                                                                          |
|              | |
|              | \| \| Myriapoda \| \| \| \| \| Pancrustacea \| « Crustacea » +Hexapoda \| \| \| « Crustacea » +Hexapoda \| |
|              | |
|              | Myriapoda                                                                                                  |
|              | |
| Pancrustacea | « Crustacea » +Hexapoda                                                                                    |
|              | « Crustacea » +Hexapoda                                                                                    |

|              | Myriapoda               |
|              |                         |
| Pancrustacea | « Crustacea » +Hexapoda |
|              | « Crustacea » +Hexapoda |

|              | †Euthycarcinoidea                                                                                          |
|              | |
|              | \| \| Myriapoda \| \| \| \| \| Pancrustacea \| « Crustacea » +Hexapoda \| \| \| « Crustacea » +Hexapoda \| |
|              | |
|              | Myriapoda                                                                                                  |
|              | |
| Pancrustacea | « Crustacea » +Hexapoda                                                                                    |
|              | « Crustacea » +Hexapoda                                                                                    |

|              | Myriapoda               |
|              |                         |
| Pancrustacea | « Crustacea » +Hexapoda |
|              | « Crustacea » +Hexapoda |

|              | †Euthycarcinoidea                                                                                          |
|              | |
|              | \| \| Myriapoda \| \| \| \| \| Pancrustacea \| « Crustacea » +Hexapoda \| \| \| « Crustacea » +Hexapoda \| |
|              | |
|              | Myriapoda                                                                                                  |
|              | |
| Pancrustacea | « Crustacea » +Hexapoda                                                                                    |
|              | « Crustacea » +Hexapoda                                                                                    |

|              | Myriapoda               |
|              |                         |
| Pancrustacea | « Crustacea » +Hexapoda |
|              | « Crustacea » +Hexapoda |

|              | †Euthycarcinoidea                                                                                          |
|              | |
|              | \| \| Myriapoda \| \| \| \| \| Pancrustacea \| « Crustacea » +Hexapoda \| \| \| « Crustacea » +Hexapoda \| |
|              | |
|              | Myriapoda                                                                                                  |
|              | |
| Pancrustacea | « Crustacea » +Hexapoda                                                                                    |
|              | « Crustacea » +Hexapoda                                                                                    |

|              | Myriapoda               |
|              |                         |
| Pancrustacea | « Crustacea » +Hexapoda |
|              | « Crustacea » +Hexapoda |

|              | †Euthycarcinoidea                                                                                          |
|              | |
|              | \| \| Myriapoda \| \| \| \| \| Pancrustacea \| « Crustacea » +Hexapoda \| \| \| « Crustacea » +Hexapoda \| |
|              | |
|              | Myriapoda                                                                                                  |
|              | |
| Pancrustacea | « Crustacea » +Hexapoda                                                                                    |
|              | « Crustacea » +Hexapoda                                                                                    |

|              | Myriapoda               |
|              |                         |
| Pancrustacea | « Crustacea » +Hexapoda |
|              | « Crustacea » +Hexapoda |

|              | †Euthycarcinoidea                                                                                          |
|              | |
|              | \| \| Myriapoda \| \| \| \| \| Pancrustacea \| « Crustacea » +Hexapoda \| \| \| « Crustacea » +Hexapoda \| |
|              | |
|              | Myriapoda                                                                                                  |
|              | |
| Pancrustacea | « Crustacea » +Hexapoda                                                                                    |
|              | « Crustacea » +Hexapoda                                                                                    |

|              | Myriapoda               |
|              |                         |
| Pancrustacea | « Crustacea » +Hexapoda |
|              | « Crustacea » +Hexapoda |

|              | †Euthycarcinoidea                                                                                          |
|              | |
|              | \| \| Myriapoda \| \| \| \| \| Pancrustacea \| « Crustacea » +Hexapoda \| \| \| « Crustacea » +Hexapoda \| |
|              | |
|              | Myriapoda                                                                                                  |
|              | |
| Pancrustacea | « Crustacea » +Hexapoda                                                                                    |
|              | « Crustacea » +Hexapoda                                                                                    |

|              | Myriapoda               |
|              |                         |
| Pancrustacea | « Crustacea » +Hexapoda |
|              | « Crustacea » +Hexapoda |

|              | †Euthycarcinoidea                                                                                          |
|              | |
|              | \| \| Myriapoda \| \| \| \| \| Pancrustacea \| « Crustacea » +Hexapoda \| \| \| « Crustacea » +Hexapoda \| |
|              | |
|              | Myriapoda                                                                                                  |
|              | |
| Pancrustacea | « Crustacea » +Hexapoda                                                                                    |
|              | « Crustacea » +Hexapoda                                                                                    |

|              | Myriapoda               |
|              |                         |
| Pancrustacea | « Crustacea » +Hexapoda |
|              | « Crustacea » +Hexapoda |

|              | †Euthycarcinoidea                                                                                          |
|              | |
|              | \| \| Myriapoda \| \| \| \| \| Pancrustacea \| « Crustacea » +Hexapoda \| \| \| « Crustacea » +Hexapoda \| |
|              | |
|              | Myriapoda                                                                                                  |
|              | |
| Pancrustacea | « Crustacea » +Hexapoda                                                                                    |
|              | « Crustacea » +Hexapoda                                                                                    |

|              | Myriapoda               |
|              |                         |
| Pancrustacea | « Crustacea » +Hexapoda |
|              | « Crustacea » +Hexapoda |

|              | †Euthycarcinoidea                                                                                          |
|              | |
|              | \| \| Myriapoda \| \| \| \| \| Pancrustacea \| « Crustacea » +Hexapoda \| \| \| « Crustacea » +Hexapoda \| |
|              | |
|              | Myriapoda                                                                                                  |
|              | |
| Pancrustacea | « Crustacea » +Hexapoda                                                                                    |
|              | « Crustacea » +Hexapoda                                                                                    |

|              | Myriapoda               |
|              |                         |
| Pancrustacea | « Crustacea » +Hexapoda |
|              | « Crustacea » +Hexapoda |

|              | †Euthycarcinoidea                                                                                          |
|              | |
|              | \| \| Myriapoda \| \| \| \| \| Pancrustacea \| « Crustacea » +Hexapoda \| \| \| « Crustacea » +Hexapoda \| |
|              | |
|              | Myriapoda                                                                                                  |
|              | |
| Pancrustacea | « Crustacea » +Hexapoda                                                                                    |
|              | « Crustacea » +Hexapoda                                                                                    |

|              | Myriapoda               |
|              |                         |
| Pancrustacea | « Crustacea » +Hexapoda |
|              | « Crustacea » +Hexapoda |

|              | †Euthycarcinoidea                                                                                          |
|              | |
|              | \| \| Myriapoda \| \| \| \| \| Pancrustacea \| « Crustacea » +Hexapoda \| \| \| « Crustacea » +Hexapoda \| |
|              | |
|              | Myriapoda                                                                                                  |
|              | |
| Pancrustacea | « Crustacea » +Hexapoda                                                                                    |
|              | « Crustacea » +Hexapoda                                                                                    |

|              | Myriapoda               |
|              |                         |
| Pancrustacea | « Crustacea » +Hexapoda |
|              | « Crustacea » +Hexapoda |

|              | †Euthycarcinoidea                                                                                          |
|              | |
|              | \| \| Myriapoda \| \| \| \| \| Pancrustacea \| « Crustacea » +Hexapoda \| \| \| « Crustacea » +Hexapoda \| |
|              | |
|              | Myriapoda                                                                                                  |
|              | |
| Pancrustacea | « Crustacea » +Hexapoda                                                                                    |
|              | « Crustacea » +Hexapoda                                                                                    |

|              | Myriapoda               |
|              |                         |
| Pancrustacea | « Crustacea » +Hexapoda |
|              | « Crustacea » +Hexapoda |

|              | †Euthycarcinoidea                                                                                          |
|              | |
|              | \| \| Myriapoda \| \| \| \| \| Pancrustacea \| « Crustacea » +Hexapoda \| \| \| « Crustacea » +Hexapoda \| |
|              | |
|              | Myriapoda                                                                                                  |
|              | |
| Pancrustacea | « Crustacea » +Hexapoda                                                                                    |
|              | « Crustacea » +Hexapoda                                                                                    |

|              | Myriapoda               |
|              |                         |
| Pancrustacea | « Crustacea » +Hexapoda |
|              | « Crustacea » +Hexapoda |

|              | †Euthycarcinoidea                                                                                          |
|              | |
|              | \| \| Myriapoda \| \| \| \| \| Pancrustacea \| « Crustacea » +Hexapoda \| \| \| « Crustacea » +Hexapoda \| |
|              | |
|              | Myriapoda                                                                                                  |
|              | |
| Pancrustacea | « Crustacea » +Hexapoda                                                                                    |
|              | « Crustacea » +Hexapoda                                                                                    |

|              | Myriapoda               |
|              |                         |
| Pancrustacea | « Crustacea » +Hexapoda |
|              | « Crustacea » +Hexapoda |

|              | †Euthycarcinoidea                                                                                          |
|              | |
|              | \| \| Myriapoda \| \| \| \| \| Pancrustacea \| « Crustacea » +Hexapoda \| \| \| « Crustacea » +Hexapoda \| |
|              | |
|              | Myriapoda                                                                                                  |
|              | |
| Pancrustacea | « Crustacea » +Hexapoda                                                                                    |
|              | « Crustacea » +Hexapoda                                                                                    |

|              | Myriapoda               |
|              |                         |
| Pancrustacea | « Crustacea » +Hexapoda |
|              | « Crustacea » +Hexapoda |

|              | †Euthycarcinoidea                                                                                          |
|              | |
|              | \| \| Myriapoda \| \| \| \| \| Pancrustacea \| « Crustacea » +Hexapoda \| \| \| « Crustacea » +Hexapoda \| |
|              | |
|              | Myriapoda                                                                                                  |
|              | |
| Pancrustacea | « Crustacea » +Hexapoda                                                                                    |
|              | « Crustacea » +Hexapoda                                                                                    |

|              | Myriapoda               |
|              |                         |
| Pancrustacea | « Crustacea » +Hexapoda |
|              | « Crustacea » +Hexapoda |

|              | †Euthycarcinoidea                                                                                          |
|              | |
|              | \| \| Myriapoda \| \| \| \| \| Pancrustacea \| « Crustacea » +Hexapoda \| \| \| « Crustacea » +Hexapoda \| |
|              | |
|              | Myriapoda                                                                                                  |
|              | |
| Pancrustacea | « Crustacea » +Hexapoda                                                                                    |
|              | « Crustacea » +Hexapoda                                                                                    |

|              | Myriapoda               |
|              |                         |
| Pancrustacea | « Crustacea » +Hexapoda |
|              | « Crustacea » +Hexapoda |

|              | †Euthycarcinoidea                                                                                          |
|              | |
|              | \| \| Myriapoda \| \| \| \| \| Pancrustacea \| « Crustacea » +Hexapoda \| \| \| « Crustacea » +Hexapoda \| |
|              | |
|              | Myriapoda                                                                                                  |
|              | |
| Pancrustacea | « Crustacea » +Hexapoda                                                                                    |
|              | « Crustacea » +Hexapoda                                                                                    |

|              | Myriapoda               |
|              |                         |
| Pancrustacea | « Crustacea » +Hexapoda |
|              | « Crustacea » +Hexapoda |

|              | †Euthycarcinoidea                                                                                          |
|              | |
|              | \| \| Myriapoda \| \| \| \| \| Pancrustacea \| « Crustacea » +Hexapoda \| \| \| « Crustacea » +Hexapoda \| |
|              | |
|              | Myriapoda                                                                                                  |
|              | |
| Pancrustacea | « Crustacea » +Hexapoda                                                                                    |
|              | « Crustacea » +Hexapoda                                                                                    |

|              | Myriapoda               |
|              |                         |
| Pancrustacea | « Crustacea » +Hexapoda |
|              | « Crustacea » +Hexapoda |

|              | †Euthycarcinoidea                                                                                          |
|              | |
|              | \| \| Myriapoda \| \| \| \| \| Pancrustacea \| « Crustacea » +Hexapoda \| \| \| « Crustacea » +Hexapoda \| |
|              | |
|              | Myriapoda                                                                                                  |
|              | |
| Pancrustacea | « Crustacea » +Hexapoda                                                                                    |
|              | « Crustacea » +Hexapoda                                                                                    |

|              | Myriapoda               |
|              |                         |
| Pancrustacea | « Crustacea » +Hexapoda |
|              | « Crustacea » +Hexapoda |

|              | †Euthycarcinoidea                                                                                          |
|              | |
|              | \| \| Myriapoda \| \| \| \| \| Pancrustacea \| « Crustacea » +Hexapoda \| \| \| « Crustacea » +Hexapoda \| |
|              | |
|              | Myriapoda                                                                                                  |
|              | |
| Pancrustacea | « Crustacea » +Hexapoda                                                                                    |
|              | « Crustacea » +Hexapoda                                                                                    |

|              | Myriapoda               |
|              |                         |
| Pancrustacea | « Crustacea » +Hexapoda |
|              | « Crustacea » +Hexapoda |

|              | †Euthycarcinoidea                                                                                          |
|              | |
|              | \| \| Myriapoda \| \| \| \| \| Pancrustacea \| « Crustacea » +Hexapoda \| \| \| « Crustacea » +Hexapoda \| |
|              | |
|              | Myriapoda                                                                                                  |
|              | |
| Pancrustacea | « Crustacea » +Hexapoda                                                                                    |
|              | « Crustacea » +Hexapoda                                                                                    |

|              | Myriapoda               |
|              |                         |
| Pancrustacea | « Crustacea » +Hexapoda |
|              | « Crustacea » +Hexapoda |

|              | †Euthycarcinoidea                                                                                          |
|              | |
|              | \| \| Myriapoda \| \| \| \| \| Pancrustacea \| « Crustacea » +Hexapoda \| \| \| « Crustacea » +Hexapoda \| |
|              | |
|              | Myriapoda                                                                                                  |
|              | |
| Pancrustacea | « Crustacea » +Hexapoda                                                                                    |
|              | « Crustacea » +Hexapoda                                                                                    |

|              | Myriapoda               |
|              |                         |
| Pancrustacea | « Crustacea » +Hexapoda |
|              | « Crustacea » +Hexapoda |

|              | †Euthycarcinoidea                                                                                          |
|              | |
|              | \| \| Myriapoda \| \| \| \| \| Pancrustacea \| « Crustacea » +Hexapoda \| \| \| « Crustacea » +Hexapoda \| |
|              | |
|              | Myriapoda                                                                                                  |
|              | |
| Pancrustacea | « Crustacea » +Hexapoda                                                                                    |
|              | « Crustacea » +Hexapoda                                                                                    |

|              | Myriapoda               |
|              |                         |
| Pancrustacea | « Crustacea » +Hexapoda |
|              | « Crustacea » +Hexapoda |

|              | †Euthycarcinoidea                                                                                          |
|              | |
|              | \| \| Myriapoda \| \| \| \| \| Pancrustacea \| « Crustacea » +Hexapoda \| \| \| « Crustacea » +Hexapoda \| |
|              | |
|              | Myriapoda                                                                                                  |
|              | |
| Pancrustacea | « Crustacea » +Hexapoda                                                                                    |
|              | « Crustacea » +Hexapoda                                                                                    |

|              | Myriapoda               |
|              |                         |
| Pancrustacea | « Crustacea » +Hexapoda |
|              | « Crustacea » +Hexapoda |

|              | †Euthycarcinoidea                                                                                          |
|              | |
|              | \| \| Myriapoda \| \| \| \| \| Pancrustacea \| « Crustacea » +Hexapoda \| \| \| « Crustacea » +Hexapoda \| |
|              | |
|              | Myriapoda                                                                                                  |
|              | |
| Pancrustacea | « Crustacea » +Hexapoda                                                                                    |
|              | « Crustacea » +Hexapoda                                                                                    |

|              | Myriapoda               |
|              |                         |
| Pancrustacea | « Crustacea » +Hexapoda |
|              | « Crustacea » +Hexapoda |

|              | †Euthycarcinoidea                                                                                          |
|              | |
|              | \| \| Myriapoda \| \| \| \| \| Pancrustacea \| « Crustacea » +Hexapoda \| \| \| « Crustacea » +Hexapoda \| |
|              | |
|              | Myriapoda                                                                                                  |
|              | |
| Pancrustacea | « Crustacea » +Hexapoda                                                                                    |
|              | « Crustacea » +Hexapoda                                                                                    |

|              | Myriapoda               |
|              |                         |
| Pancrustacea | « Crustacea » +Hexapoda |
|              | « Crustacea » +Hexapoda |

|              | †Euthycarcinoidea                                                                                          |
|              | |
|              | \| \| Myriapoda \| \| \| \| \| Pancrustacea \| « Crustacea » +Hexapoda \| \| \| « Crustacea » +Hexapoda \| |
|              | |
|              | Myriapoda                                                                                                  |
|              | |
| Pancrustacea | « Crustacea » +Hexapoda                                                                                    |
|              | « Crustacea » +Hexapoda                                                                                    |

|              | Myriapoda               |
|              |                         |
| Pancrustacea | « Crustacea » +Hexapoda |
|              | « Crustacea » +Hexapoda |

|              | †Euthycarcinoidea                                                                                          |
|              | |
|              | \| \| Myriapoda \| \| \| \| \| Pancrustacea \| « Crustacea » +Hexapoda \| \| \| « Crustacea » +Hexapoda \| |
|              | |
|              | Myriapoda                                                                                                  |
|              | |
| Pancrustacea | « Crustacea » +Hexapoda                                                                                    |
|              | « Crustacea » +Hexapoda                                                                                    |

|              | Myriapoda               |
|              |                         |
| Pancrustacea | « Crustacea » +Hexapoda |
|              | « Crustacea » +Hexapoda |

|              | †Euthycarcinoidea                                                                                          |
|              | |
|              | \| \| Myriapoda \| \| \| \| \| Pancrustacea \| « Crustacea » +Hexapoda \| \| \| « Crustacea » +Hexapoda \| |
|              | |
|              | Myriapoda                                                                                                  |
|              | |
| Pancrustacea | « Crustacea » +Hexapoda                                                                                    |
|              | « Crustacea » +Hexapoda                                                                                    |

|              | Myriapoda               |
|              |                         |
| Pancrustacea | « Crustacea » +Hexapoda |
|              | « Crustacea » +Hexapoda |

|              | †Euthycarcinoidea                                                                                          |
|              | |
|              | \| \| Myriapoda \| \| \| \| \| Pancrustacea \| « Crustacea » +Hexapoda \| \| \| « Crustacea » +Hexapoda \| |
|              | |
|              | Myriapoda                                                                                                  |
|              | |
| Pancrustacea | « Crustacea » +Hexapoda                                                                                    |
|              | « Crustacea » +Hexapoda                                                                                    |

|              | Myriapoda               |
|              |                         |
| Pancrustacea | « Crustacea » +Hexapoda |
|              | « Crustacea » +Hexapoda |

|              | †Euthycarcinoidea                                                                                          |
|              | |
|              | \| \| Myriapoda \| \| \| \| \| Pancrustacea \| « Crustacea » +Hexapoda \| \| \| « Crustacea » +Hexapoda \| |
|              | |
|              | Myriapoda                                                                                                  |
|              | |
| Pancrustacea | « Crustacea » +Hexapoda                                                                                    |
|              | « Crustacea » +Hexapoda                                                                                    |

|              | Myriapoda               |
|              |                         |
| Pancrustacea | « Crustacea » +Hexapoda |
|              | « Crustacea » +Hexapoda |

|              | †Euthycarcinoidea                                                                                          |
|              | |
|              | \| \| Myriapoda \| \| \| \| \| Pancrustacea \| « Crustacea » +Hexapoda \| \| \| « Crustacea » +Hexapoda \| |
|              | |
|              | Myriapoda                                                                                                  |
|              | |
| Pancrustacea | « Crustacea » +Hexapoda                                                                                    |
|              | « Crustacea » +Hexapoda                                                                                    |

|              | Myriapoda               |
|              |                         |
| Pancrustacea | « Crustacea » +Hexapoda |
|              | « Crustacea » +Hexapoda |

|              | †Euthycarcinoidea                                                                                          |
|              | |
|              | \| \| Myriapoda \| \| \| \| \| Pancrustacea \| « Crustacea » +Hexapoda \| \| \| « Crustacea » +Hexapoda \| |
|              | |
|              | Myriapoda                                                                                                  |
|              | |
| Pancrustacea | « Crustacea » +Hexapoda                                                                                    |
|              | « Crustacea » +Hexapoda                                                                                    |

|              | Myriapoda               |
|              |                         |
| Pancrustacea | « Crustacea » +Hexapoda |
|              | « Crustacea » +Hexapoda |

|              | †Euthycarcinoidea                                                                                          |
|              | |
|              | \| \| Myriapoda \| \| \| \| \| Pancrustacea \| « Crustacea » +Hexapoda \| \| \| « Crustacea » +Hexapoda \| |
|              | |
|              | Myriapoda                                                                                                  |
|              | |
| Pancrustacea | « Crustacea » +Hexapoda                                                                                    |
|              | « Crustacea » +Hexapoda                                                                                    |

|              | Myriapoda               |
|              |                         |
| Pancrustacea | « Crustacea » +Hexapoda |
|              | « Crustacea » +Hexapoda |

|              | †Euthycarcinoidea                                                                                          |
|              | |
|              | \| \| Myriapoda \| \| \| \| \| Pancrustacea \| « Crustacea » +Hexapoda \| \| \| « Crustacea » +Hexapoda \| |
|              | |
|              | Myriapoda                                                                                                  |
|              | |
| Pancrustacea | « Crustacea » +Hexapoda                                                                                    |
|              | « Crustacea » +Hexapoda                                                                                    |

|              | Myriapoda               |
|              |                         |
| Pancrustacea | « Crustacea » +Hexapoda |
|              | « Crustacea » +Hexapoda |

|              | †Euthycarcinoidea                                                                                          |
|              | |
|              | \| \| Myriapoda \| \| \| \| \| Pancrustacea \| « Crustacea » +Hexapoda \| \| \| « Crustacea » +Hexapoda \| |
|              | |
|              | Myriapoda                                                                                                  |
|              | |
| Pancrustacea | « Crustacea » +Hexapoda                                                                                    |
|              | « Crustacea » +Hexapoda                                                                                    |

|              | Myriapoda               |
|              |                         |
| Pancrustacea | « Crustacea » +Hexapoda |
|              | « Crustacea » +Hexapoda |

|              | †Euthycarcinoidea                                                                                          |
|              | |
|              | \| \| Myriapoda \| \| \| \| \| Pancrustacea \| « Crustacea » +Hexapoda \| \| \| « Crustacea » +Hexapoda \| |
|              | |
|              | Myriapoda                                                                                                  |
|              | |
| Pancrustacea | « Crustacea » +Hexapoda                                                                                    |
|              | « Crustacea » +Hexapoda                                                                                    |

|              | Myriapoda               |
|              |                         |
| Pancrustacea | « Crustacea » +Hexapoda |
|              | « Crustacea » +Hexapoda |

|              | †Euthycarcinoidea                                                                                          |
|              | |
|              | \| \| Myriapoda \| \| \| \| \| Pancrustacea \| « Crustacea » +Hexapoda \| \| \| « Crustacea » +Hexapoda \| |
|              | |
|              | Myriapoda                                                                                                  |
|              | |
| Pancrustacea | « Crustacea » +Hexapoda                                                                                    |
|              | « Crustacea » +Hexapoda                                                                                    |

|              | Myriapoda               |
|              |                         |
| Pancrustacea | « Crustacea » +Hexapoda |
|              | « Crustacea » +Hexapoda |

|              | †Euthycarcinoidea                                                                                          |
|              | |
|              | \| \| Myriapoda \| \| \| \| \| Pancrustacea \| « Crustacea » +Hexapoda \| \| \| « Crustacea » +Hexapoda \| |
|              | |
|              | Myriapoda                                                                                                  |
|              | |
| Pancrustacea | « Crustacea » +Hexapoda                                                                                    |
|              | « Crustacea » +Hexapoda                                                                                    |

|              | Myriapoda               |
|              |                         |
| Pancrustacea | « Crustacea » +Hexapoda |
|              | « Crustacea » +Hexapoda |

|              | †Euthycarcinoidea                                                                                          |
|              | |
|              | \| \| Myriapoda \| \| \| \| \| Pancrustacea \| « Crustacea » +Hexapoda \| \| \| « Crustacea » +Hexapoda \| |
|              | |
|              | Myriapoda                                                                                                  |
|              | |
| Pancrustacea | « Crustacea » +Hexapoda                                                                                    |
|              | « Crustacea » +Hexapoda                                                                                    |

|              | Myriapoda               |
|              |                         |
| Pancrustacea | « Crustacea » +Hexapoda |
|              | « Crustacea » +Hexapoda |

|              | †Euthycarcinoidea                                                                                          |
|              | |
|              | \| \| Myriapoda \| \| \| \| \| Pancrustacea \| « Crustacea » +Hexapoda \| \| \| « Crustacea » +Hexapoda \| |
|              | |
|              | Myriapoda                                                                                                  |
|              | |
| Pancrustacea | « Crustacea » +Hexapoda                                                                                    |
|              | « Crustacea » +Hexapoda                                                                                    |

|              | Myriapoda               |
|              |                         |
| Pancrustacea | « Crustacea » +Hexapoda |
|              | « Crustacea » +Hexapoda |

|              | †Euthycarcinoidea                                                                                          |
|              | |
|              | \| \| Myriapoda \| \| \| \| \| Pancrustacea \| « Crustacea » +Hexapoda \| \| \| « Crustacea » +Hexapoda \| |
|              | |
|              | Myriapoda                                                                                                  |
|              | |
| Pancrustacea | « Crustacea » +Hexapoda                                                                                    |
|              | « Crustacea » +Hexapoda                                                                                    |

|              | Myriapoda               |
|              |                         |
| Pancrustacea | « Crustacea » +Hexapoda |
|              | « Crustacea » +Hexapoda |

|              | †Euthycarcinoidea                                                                                          |
|              | |
|              | \| \| Myriapoda \| \| \| \| \| Pancrustacea \| « Crustacea » +Hexapoda \| \| \| « Crustacea » +Hexapoda \| |
|              | |
|              | Myriapoda                                                                                                  |
|              | |
| Pancrustacea | « Crustacea » +Hexapoda                                                                                    |
|              | « Crustacea » +Hexapoda                                                                                    |

|              | Myriapoda               |
|              |                         |
| Pancrustacea | « Crustacea » +Hexapoda |
|              | « Crustacea » +Hexapoda |

|              | †Euthycarcinoidea                                                                                          |
|              | |
|              | \| \| Myriapoda \| \| \| \| \| Pancrustacea \| « Crustacea » +Hexapoda \| \| \| « Crustacea » +Hexapoda \| |
|              | |
|              | Myriapoda                                                                                                  |
|              | |
| Pancrustacea | « Crustacea » +Hexapoda                                                                                    |
|              | « Crustacea » +Hexapoda                                                                                    |

|              | Myriapoda               |
|              |                         |
| Pancrustacea | « Crustacea » +Hexapoda |
|              | « Crustacea » +Hexapoda |

|              | †Euthycarcinoidea                                                                                          |
|              | |
|              | \| \| Myriapoda \| \| \| \| \| Pancrustacea \| « Crustacea » +Hexapoda \| \| \| « Crustacea » +Hexapoda \| |
|              | |
|              | Myriapoda                                                                                                  |
|              | |
| Pancrustacea | « Crustacea » +Hexapoda                                                                                    |
|              | « Crustacea » +Hexapoda                                                                                    |

|              | Myriapoda               |
|              |                         |
| Pancrustacea | « Crustacea » +Hexapoda |
|              | « Crustacea » +Hexapoda |

|              | †Euthycarcinoidea                                                                                          |
|              | |
|              | \| \| Myriapoda \| \| \| \| \| Pancrustacea \| « Crustacea » +Hexapoda \| \| \| « Crustacea » +Hexapoda \| |
|              | |
|              | Myriapoda                                                                                                  |
|              | |
| Pancrustacea | « Crustacea » +Hexapoda                                                                                    |
|              | « Crustacea » +Hexapoda                                                                                    |

|              | Myriapoda               |
|              |                         |
| Pancrustacea | « Crustacea » +Hexapoda |
|              | « Crustacea » +Hexapoda |

|              | †Euthycarcinoidea                                                                                          |
|              | |
|              | \| \| Myriapoda \| \| \| \| \| Pancrustacea \| « Crustacea » +Hexapoda \| \| \| « Crustacea » +Hexapoda \| |
|              | |
|              | Myriapoda                                                                                                  |
|              | |
| Pancrustacea | « Crustacea » +Hexapoda                                                                                    |
|              | « Crustacea » +Hexapoda                                                                                    |

|              | Myriapoda               |
|              |                         |
| Pancrustacea | « Crustacea » +Hexapoda |
|              | « Crustacea » +Hexapoda |

|              | †Euthycarcinoidea                                                                                          |
|              | |
|              | \| \| Myriapoda \| \| \| \| \| Pancrustacea \| « Crustacea » +Hexapoda \| \| \| « Crustacea » +Hexapoda \| |
|              | |
|              | Myriapoda                                                                                                  |
|              | |
| Pancrustacea | « Crustacea » +Hexapoda                                                                                    |
|              | « Crustacea » +Hexapoda                                                                                    |

|              | Myriapoda               |
|              |                         |
| Pancrustacea | « Crustacea » +Hexapoda |
|              | « Crustacea » +Hexapoda |

|              | †Euthycarcinoidea                                                                                          |
|              | |
|              | \| \| Myriapoda \| \| \| \| \| Pancrustacea \| « Crustacea » +Hexapoda \| \| \| « Crustacea » +Hexapoda \| |
|              | |
|              | Myriapoda                                                                                                  |
|              | |
| Pancrustacea | « Crustacea » +Hexapoda                                                                                    |
|              | « Crustacea » +Hexapoda                                                                                    |

|              | Myriapoda               |
|              |                         |
| Pancrustacea | « Crustacea » +Hexapoda |
|              | « Crustacea » +Hexapoda |

|              | †Euthycarcinoidea                                                                                          |
|              | |
|              | \| \| Myriapoda \| \| \| \| \| Pancrustacea \| « Crustacea » +Hexapoda \| \| \| « Crustacea » +Hexapoda \| |
|              | |
|              | Myriapoda                                                                                                  |
|              | |
| Pancrustacea | « Crustacea » +Hexapoda                                                                                    |
|              | « Crustacea » +Hexapoda                                                                                    |

|              | Myriapoda               |
|              |                         |
| Pancrustacea | « Crustacea » +Hexapoda |
|              | « Crustacea » +Hexapoda |

|              | †Euthycarcinoidea                                                                                          |
|              | |
|              | \| \| Myriapoda \| \| \| \| \| Pancrustacea \| « Crustacea » +Hexapoda \| \| \| « Crustacea » +Hexapoda \| |
|              | |
|              | Myriapoda                                                                                                  |
|              | |
| Pancrustacea | « Crustacea » +Hexapoda                                                                                    |
|              | « Crustacea » +Hexapoda                                                                                    |

|              | Myriapoda               |
|              |                         |
| Pancrustacea | « Crustacea » +Hexapoda |
|              | « Crustacea » +Hexapoda |

|              | †Euthycarcinoidea                                                                                          |
|              | |
|              | \| \| Myriapoda \| \| \| \| \| Pancrustacea \| « Crustacea » +Hexapoda \| \| \| « Crustacea » +Hexapoda \| |
|              | |
|              | Myriapoda                                                                                                  |
|              | |
| Pancrustacea | « Crustacea » +Hexapoda                                                                                    |
|              | « Crustacea » +Hexapoda                                                                                    |

|              | Myriapoda               |
|              |                         |
| Pancrustacea | « Crustacea » +Hexapoda |
|              | « Crustacea » +Hexapoda |

|              | †Euthycarcinoidea                                                                                          |
|              | |
|              | \| \| Myriapoda \| \| \| \| \| Pancrustacea \| « Crustacea » +Hexapoda \| \| \| « Crustacea » +Hexapoda \| |
|              | |
|              | Myriapoda                                                                                                  |
|              | |
| Pancrustacea | « Crustacea » +Hexapoda                                                                                    |
|              | « Crustacea » +Hexapoda                                                                                    |

|              | Myriapoda               |
|              |                         |
| Pancrustacea | « Crustacea » +Hexapoda |
|              | « Crustacea » +Hexapoda |

|              | †Euthycarcinoidea                                                                                          |
|              | |
|              | \| \| Myriapoda \| \| \| \| \| Pancrustacea \| « Crustacea » +Hexapoda \| \| \| « Crustacea » +Hexapoda \| |
|              | |
|              | Myriapoda                                                                                                  |
|              | |
| Pancrustacea | « Crustacea » +Hexapoda                                                                                    |
|              | « Crustacea » +Hexapoda                                                                                    |

|              | Myriapoda               |
|              |                         |
| Pancrustacea | « Crustacea » +Hexapoda |
|              | « Crustacea » +Hexapoda |

|              | †Euthycarcinoidea                                                                                          |
|              | |
|              | \| \| Myriapoda \| \| \| \| \| Pancrustacea \| « Crustacea » +Hexapoda \| \| \| « Crustacea » +Hexapoda \| |
|              | |
|              | Myriapoda                                                                                                  |
|              | |
| Pancrustacea | « Crustacea » +Hexapoda                                                                                    |
|              | « Crustacea » +Hexapoda                                                                                    |

|              | Myriapoda               |
|              |                         |
| Pancrustacea | « Crustacea » +Hexapoda |
|              | « Crustacea » +Hexapoda |

|              | †Euthycarcinoidea                                                                                          |
|              | |
|              | \| \| Myriapoda \| \| \| \| \| Pancrustacea \| « Crustacea » +Hexapoda \| \| \| « Crustacea » +Hexapoda \| |
|              | |
|              | Myriapoda                                                                                                  |
|              | |
| Pancrustacea | « Crustacea » +Hexapoda                                                                                    |
|              | « Crustacea » +Hexapoda                                                                                    |

|              | Myriapoda               |
|              |                         |
| Pancrustacea | « Crustacea » +Hexapoda |
|              | « Crustacea » +Hexapoda |

|              | †Euthycarcinoidea                                                                                          |
|              | |
|              | \| \| Myriapoda \| \| \| \| \| Pancrustacea \| « Crustacea » +Hexapoda \| \| \| « Crustacea » +Hexapoda \| |
|              | |
|              | Myriapoda                                                                                                  |
|              | |
| Pancrustacea | « Crustacea » +Hexapoda                                                                                    |
|              | « Crustacea » +Hexapoda                                                                                    |

|              | Myriapoda               |
|              |                         |
| Pancrustacea | « Crustacea » +Hexapoda |
|              | « Crustacea » +Hexapoda |

|              | †Euthycarcinoidea                                                                                          |
|              | |
|              | \| \| Myriapoda \| \| \| \| \| Pancrustacea \| « Crustacea » +Hexapoda \| \| \| « Crustacea » +Hexapoda \| |
|              | |
|              | Myriapoda                                                                                                  |
|              | |
| Pancrustacea | « Crustacea » +Hexapoda                                                                                    |
|              | « Crustacea » +Hexapoda                                                                                    |

|              | Myriapoda               |
|              |                         |
| Pancrustacea | « Crustacea » +Hexapoda |
|              | « Crustacea » +Hexapoda |

|              | †Euthycarcinoidea                                                                                          |
|              | |
|              | \| \| Myriapoda \| \| \| \| \| Pancrustacea \| « Crustacea » +Hexapoda \| \| \| « Crustacea » +Hexapoda \| |
|              | |
|              | Myriapoda                                                                                                  |
|              | |
| Pancrustacea | « Crustacea » +Hexapoda                                                                                    |
|              | « Crustacea » +Hexapoda                                                                                    |

|              | Myriapoda               |
|              |                         |
| Pancrustacea | « Crustacea » +Hexapoda |
|              | « Crustacea » +Hexapoda |

|              | †Euthycarcinoidea                                                                                          |
|              | |
|              | \| \| Myriapoda \| \| \| \| \| Pancrustacea \| « Crustacea » +Hexapoda \| \| \| « Crustacea » +Hexapoda \| |
|              | |
|              | Myriapoda                                                                                                  |
|              | |
| Pancrustacea | « Crustacea » +Hexapoda                                                                                    |
|              | « Crustacea » +Hexapoda                                                                                    |

|              | Myriapoda               |
|              |                         |
| Pancrustacea | « Crustacea » +Hexapoda |
|              | « Crustacea » +Hexapoda |

|              | †Euthycarcinoidea                                                                                          |
|              | |
|              | \| \| Myriapoda \| \| \| \| \| Pancrustacea \| « Crustacea » +Hexapoda \| \| \| « Crustacea » +Hexapoda \| |
|              | |
|              | Myriapoda                                                                                                  |
|              | |
| Pancrustacea | « Crustacea » +Hexapoda                                                                                    |
|              | « Crustacea » +Hexapoda                                                                                    |

|              | Myriapoda               |
|              |                         |
| Pancrustacea | « Crustacea » +Hexapoda |
|              | « Crustacea » +Hexapoda |

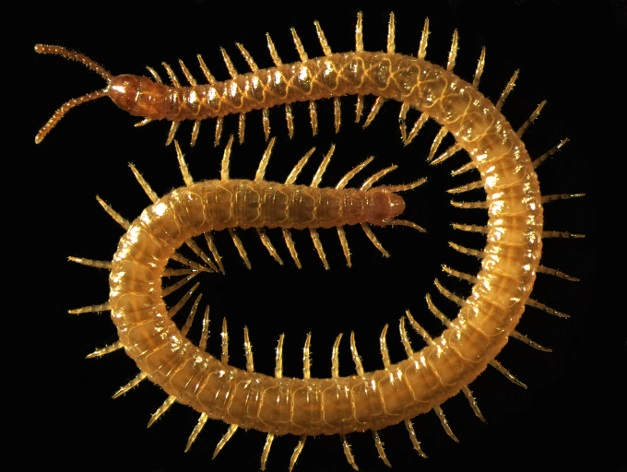
Strigamia maritima (Geophilomorpha).
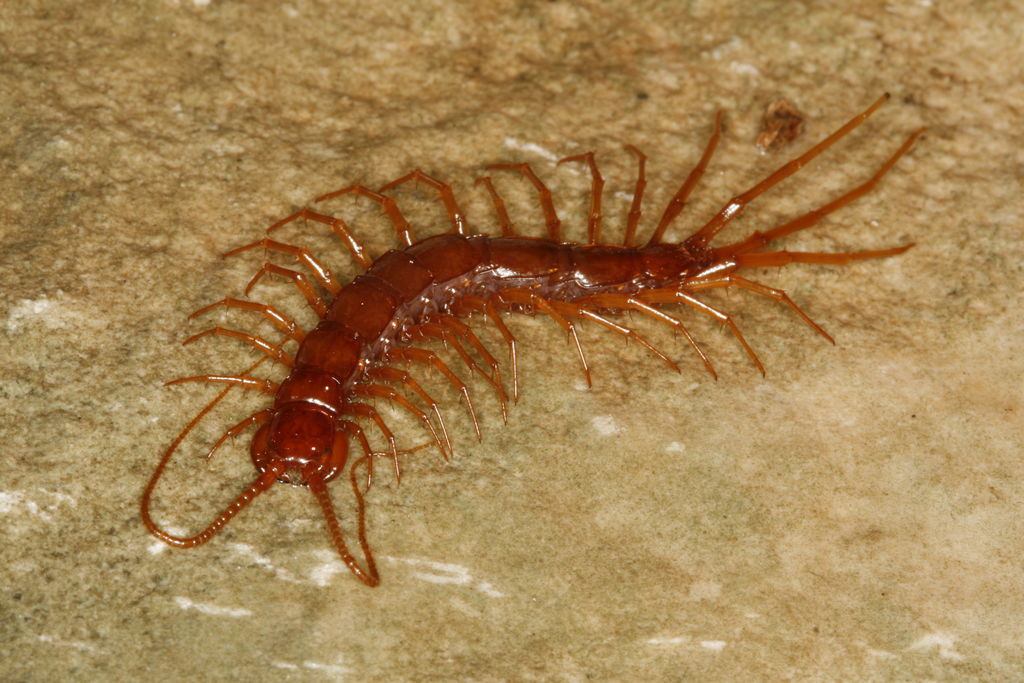
Eupolybothrus cavernicolus (Lithobiomorpha).
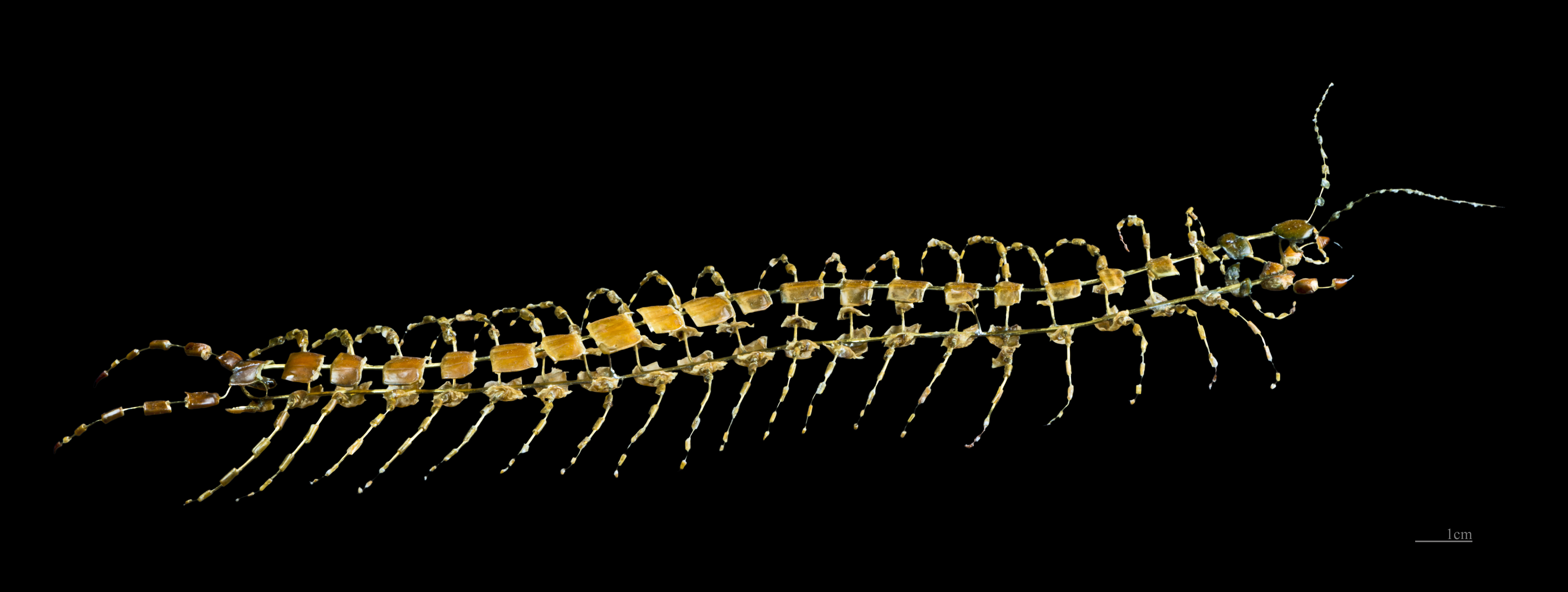
Scolopendra cingulata (Scolopendromorpha).
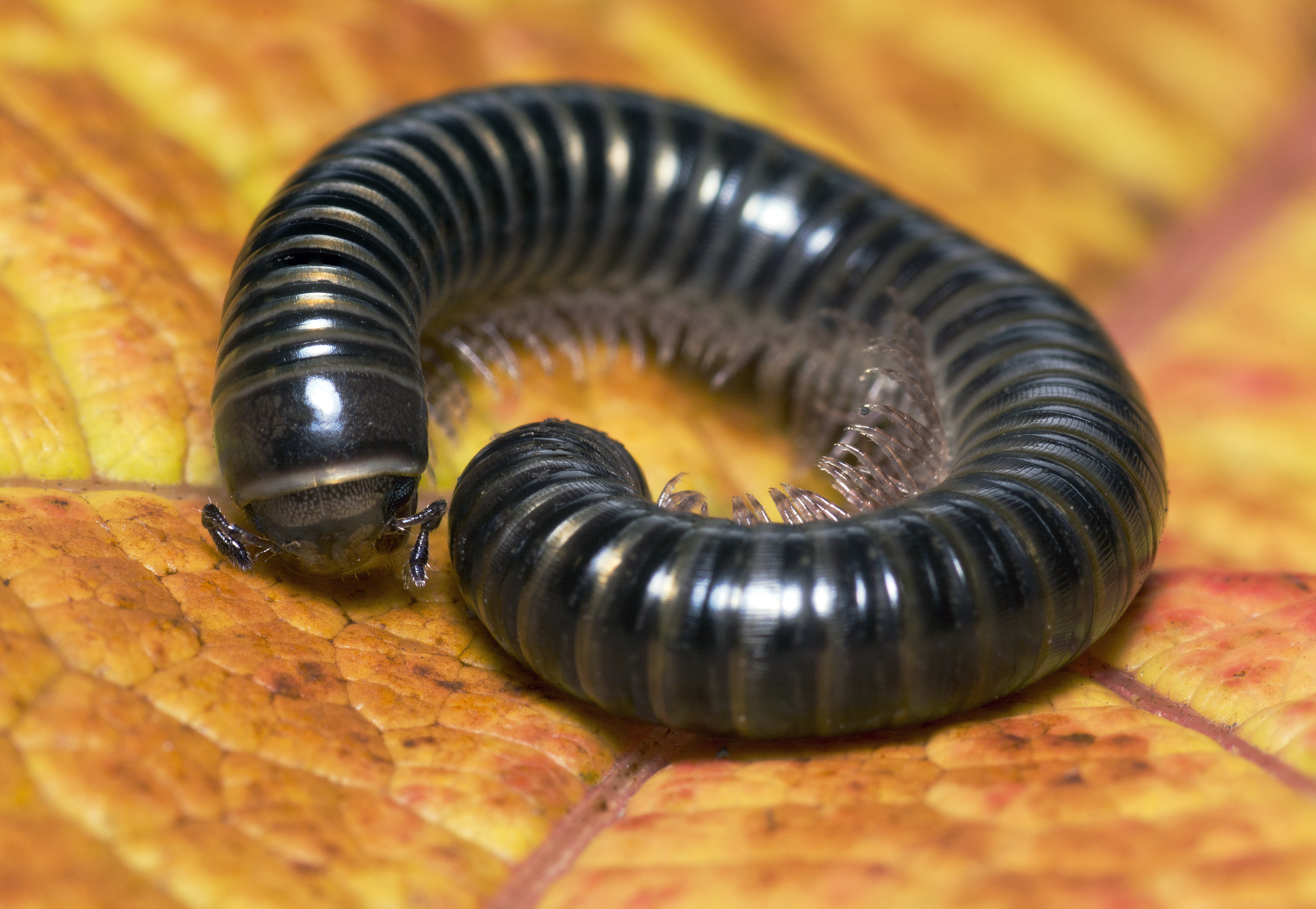
Tachypodoiulus niger (Julida).
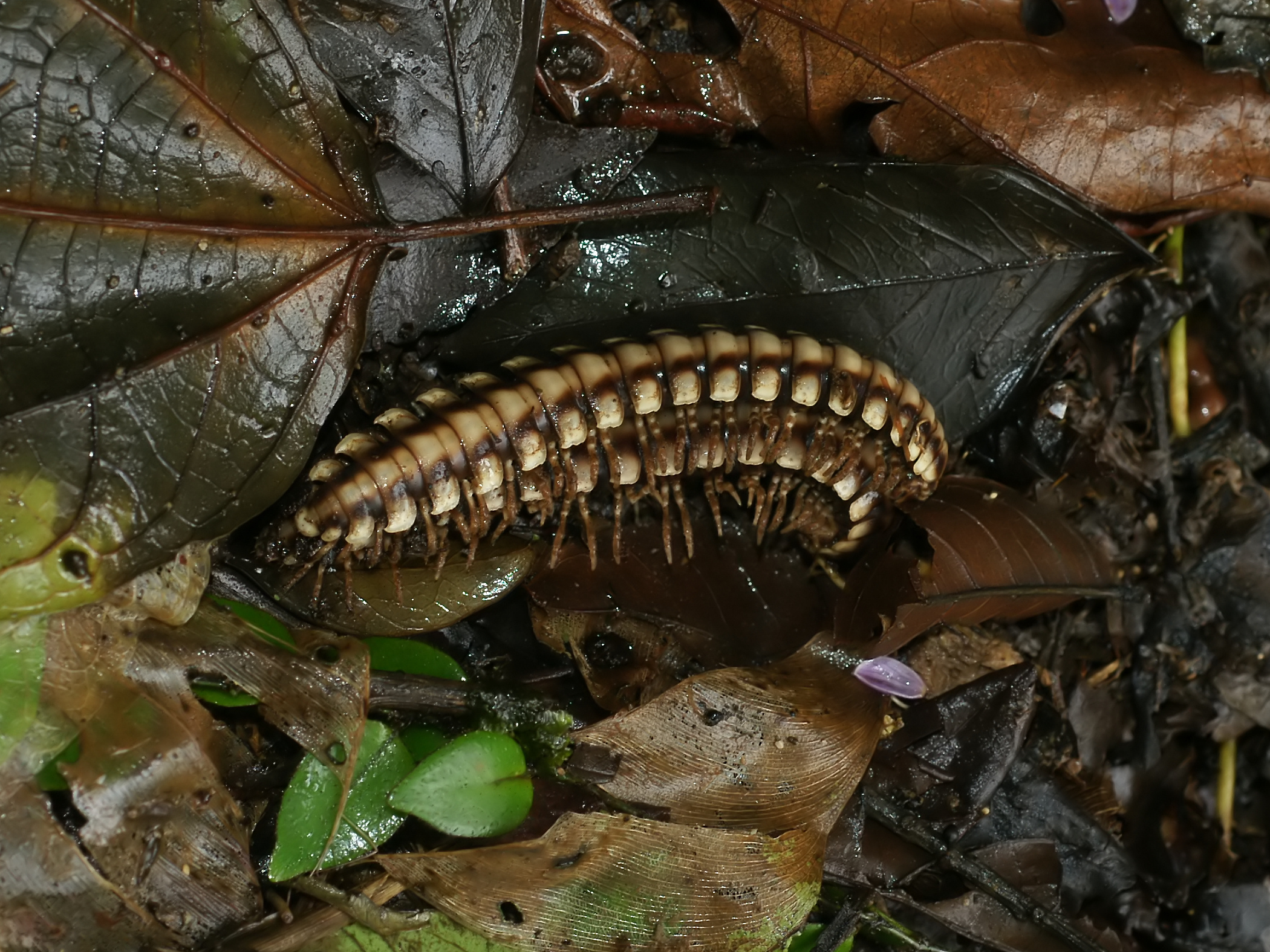
Nyssodesmus python (Polydesmida).
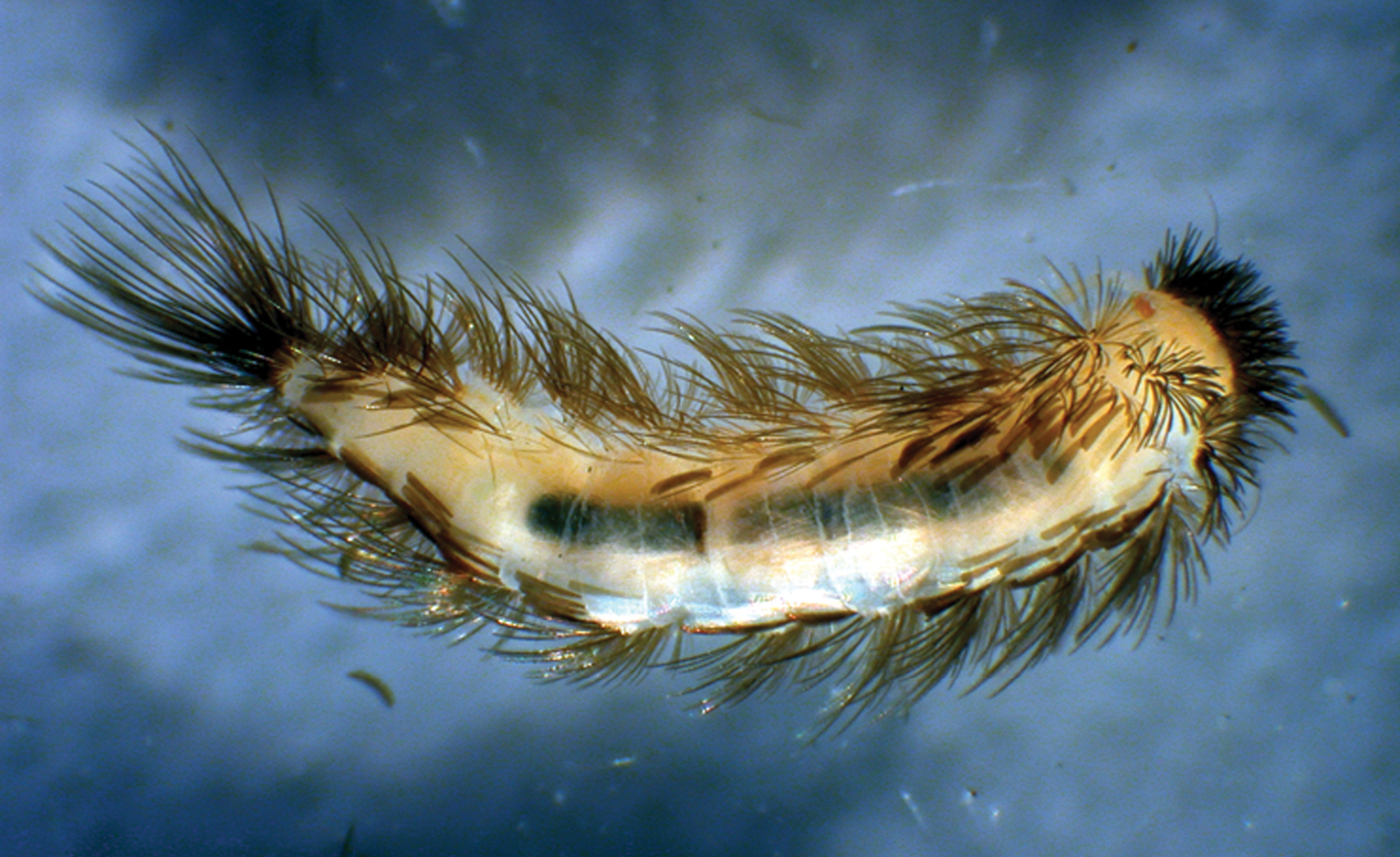
Phryssonotus brevicapensis (Polyxenida).
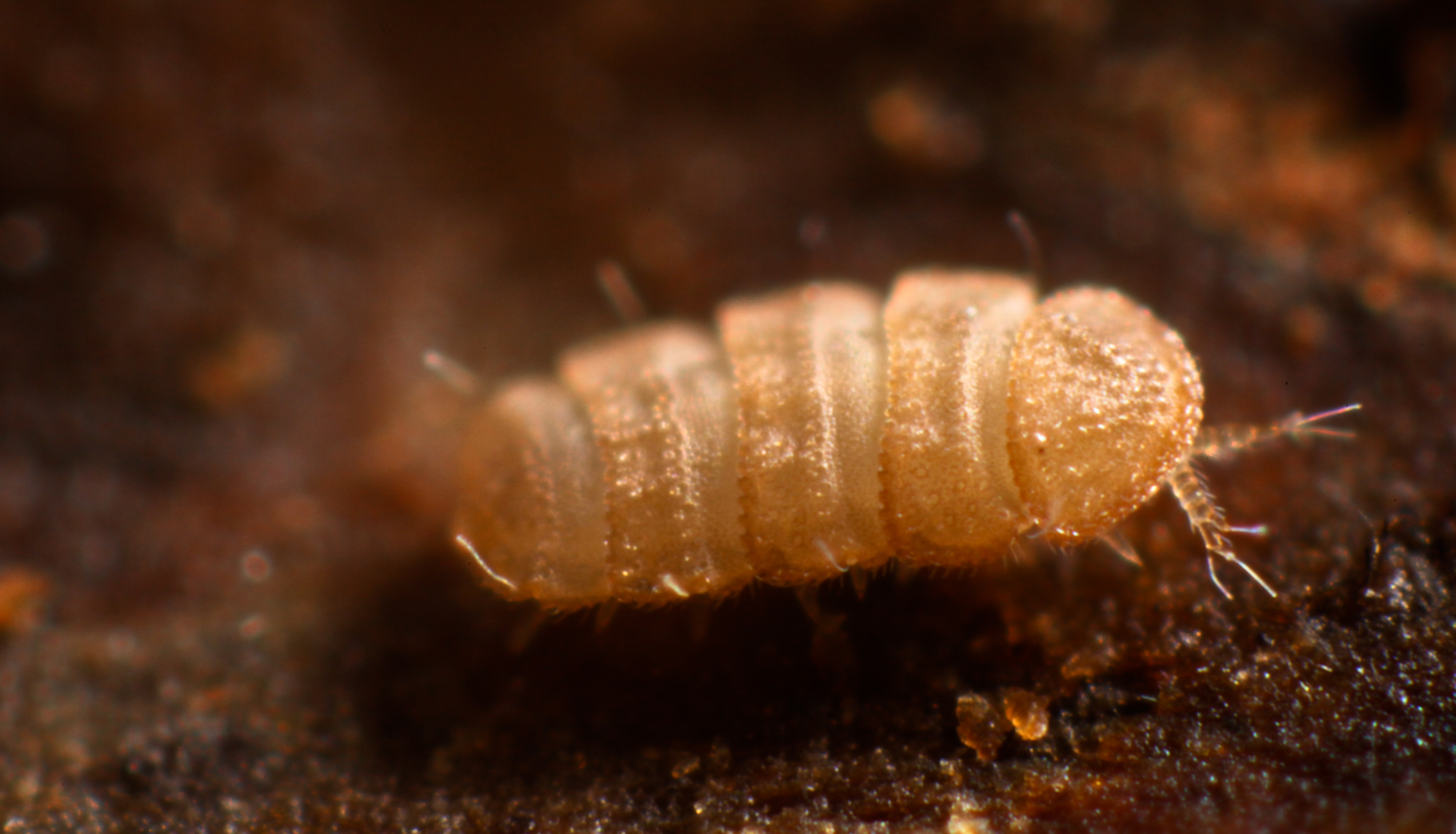
Trachypauropus britannicus (Pauropoda).
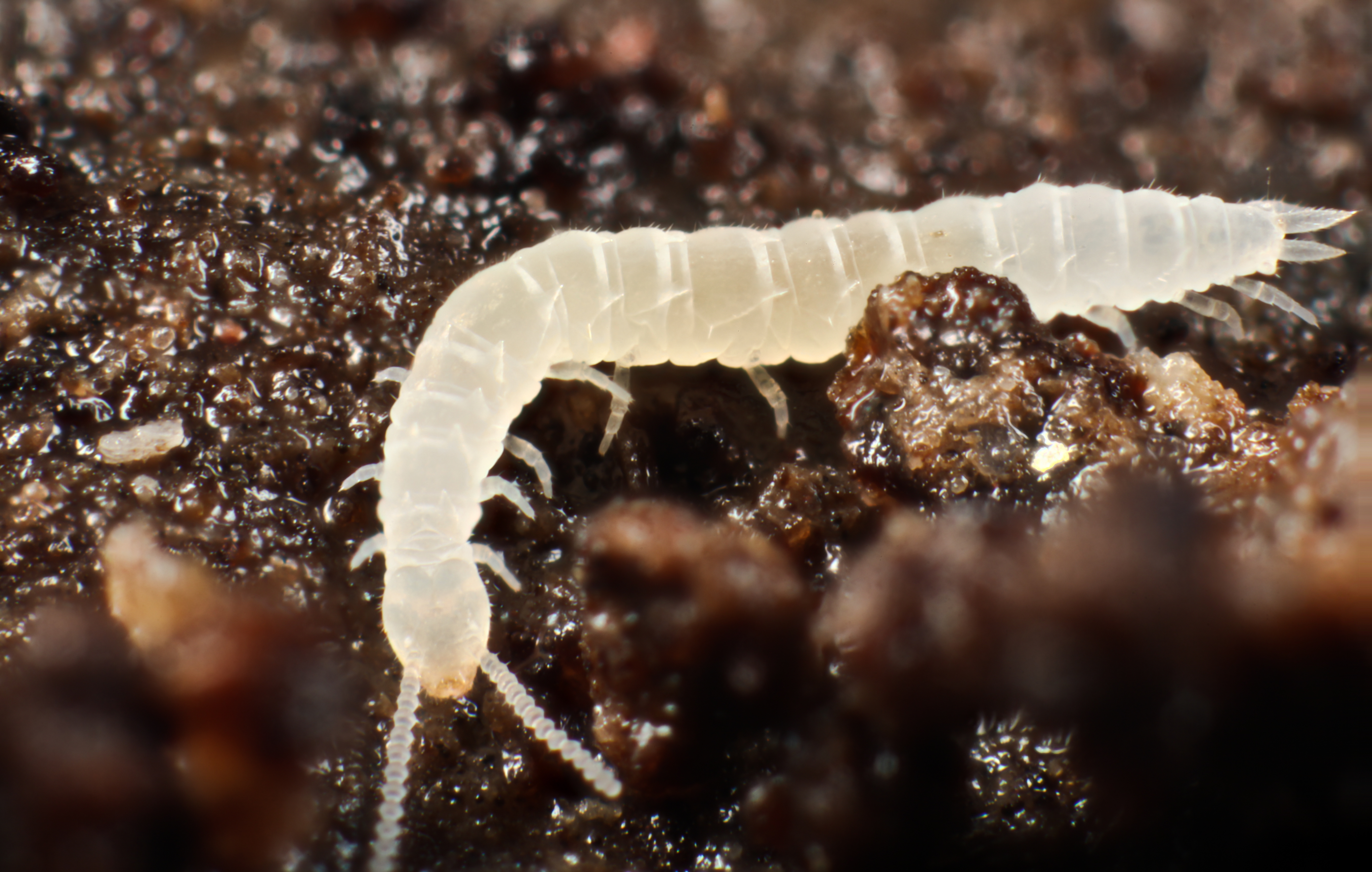
Symphyla sp. (Symphyla).

## Phylogénie
Les myriapodes forment un clade dont la monophylie est encore discutée. Les 4 classes qui le composent pourraient ne pas être apparentées, et souvent plus proches d'autres groupes comme les insectes qu'entre eux.
On les divise classiquement en deux suivant qu'ils possèdent deux paires de pattes par anneaux (chilognathes ou diplopodes) ou une seule (chilopodes). C'est à ces derniers que se rapportent les espèces venimeuses, dont le régime est carnassier.
Les myriapodes ont longtemps été considérés proches des insectes partageant avec eux la présence d'appendices uniramés et de tubes de Malpighi.
Les analyses de l'ARN ribosomique 18S ne confirment pas cette proximité.

## Myriapodologie
La myriapodologie est la science qui étudie les myriapodes.
Les muséums de Londres, Chicago, Berlin, Vienne, et Saint-Pétersbourg ainsi que celui de France, réparti sur 14 sites, sont très impliqués dans la connaissance de ces espèces. Ils ont recueilli des millions de spécimens de différents groupes (Pauropoda, Symphyla, Chilopoda (5 ordres) et Diplopoda (15-17 ordres)), représentatifs de tous les types d'écosystèmes terrestres. Conservés dans de l'alcool à 75° ou en préparations microscopiques sur lames, ces spécimens contribuent à améliorer le classement de ces organismes (aujourd'hui groupés en 5 000 espèces de myriapodes rien qu'au Muséum national d'histoire naturelle à Paris, réunis en 100 000 lots-échantillons comportant 1 million de spécimens au début du XXe siècle).
Certaines espèces se ressemblent très fortement (les 8 espèces classées dans le genre Pseudopolydesmus par exemple). On a récemment montré (2019) qu'éclairer leur génitalia à la lumière ultraviolette fait apparaitre des motifs et couleurs variant selon l'espèce, permettant une identification moins coûteuse et plus rapide que celle passant par l'analyse génétique.

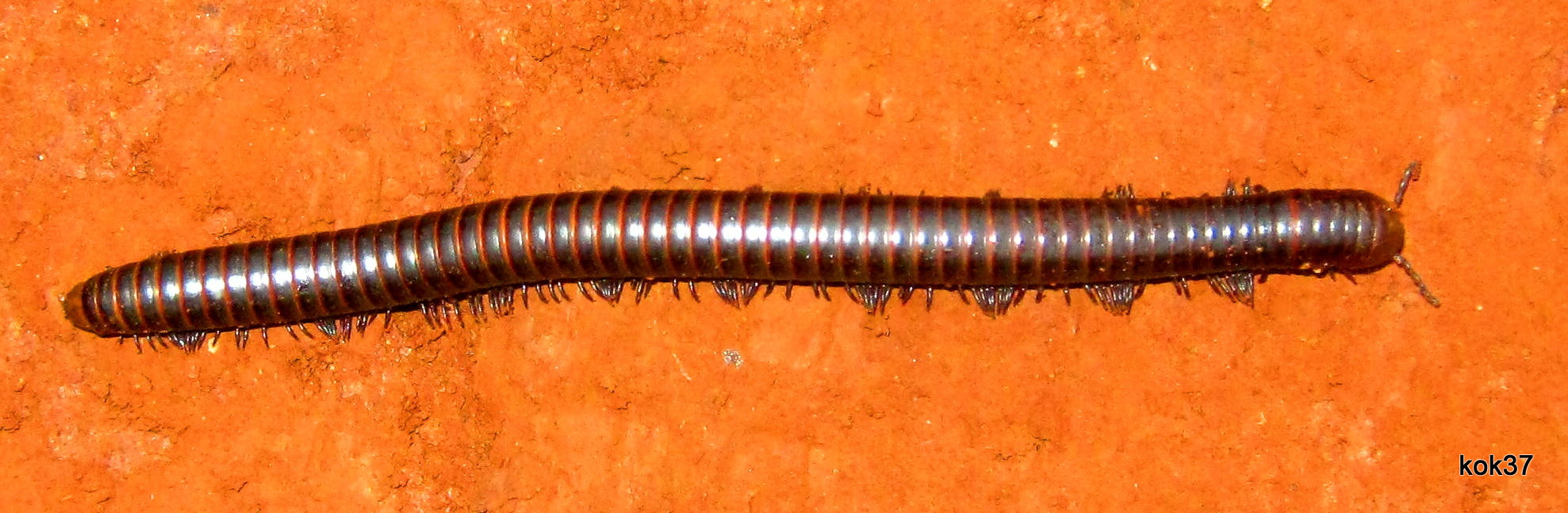
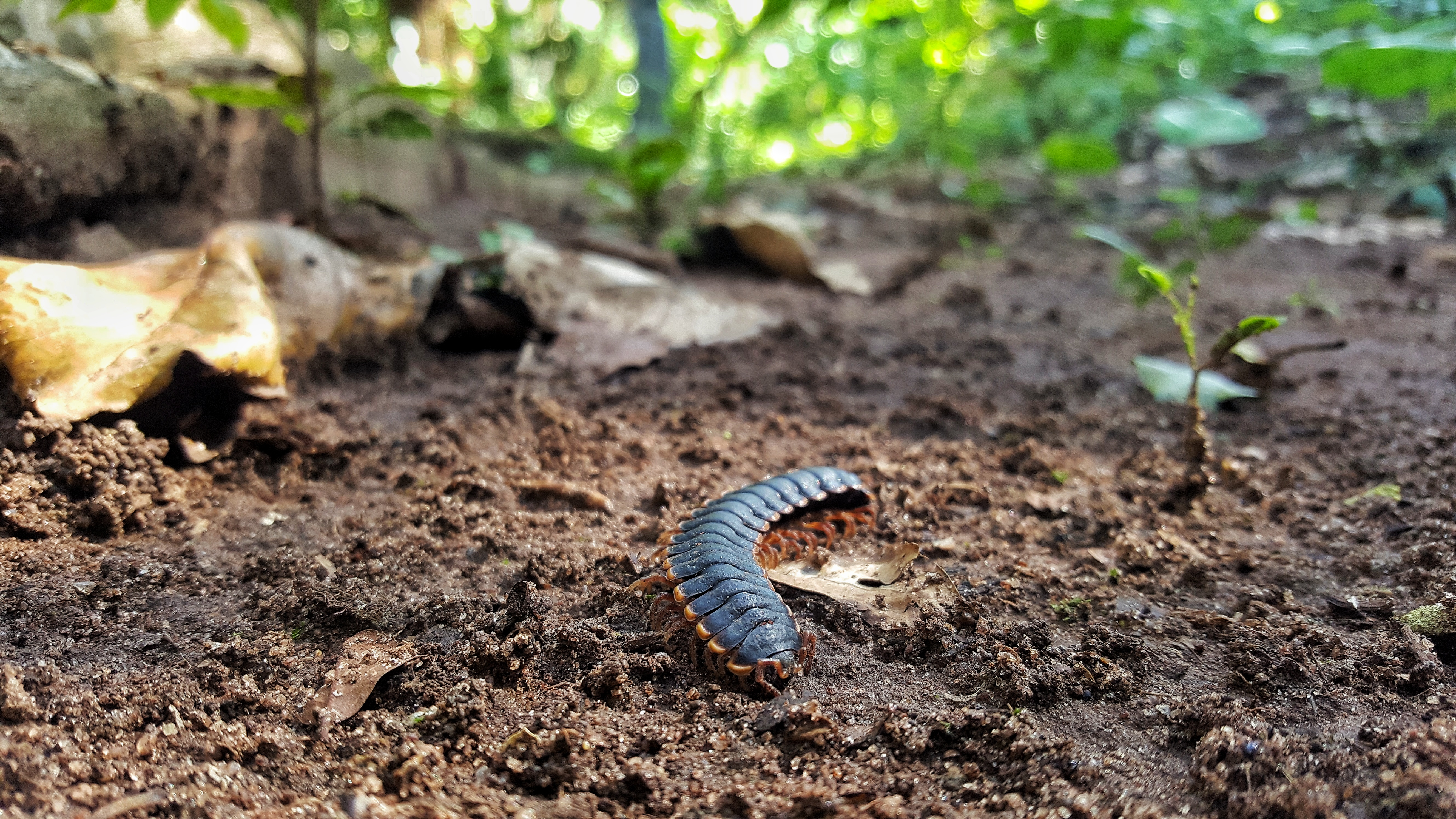